# Tricentra ocrisia
Tricentra ocrisia är en fjärilsart som beskrevs av Druce 1892. Tricentra ocrisia ingår i släktet Tricentra och familjen mätare. Inga underarter finns listade i Catalogue of Life.